# Imma metachlora
Imma metachlora är en fjärilsart som beskrevs av Edward Meyrick 1906. Imma metachlora ingår i släktet Imma och familjen Immidae. Inga underarter finns listade i Catalogue of Life.